# Hypothyris arpi
Hypothyris arpi är en fjärilsart som beskrevs av Ferreira D'almeida 1958. Hypothyris arpi ingår i släktet Hypothyris och familjen praktfjärilar. Inga underarter finns listade i Catalogue of Life.